# Dirck van den Bergen
Dirck van den Bergen (Haarlem, 1645 circa – dopo il 1690) è stato un pittore olandese.

## Biografia

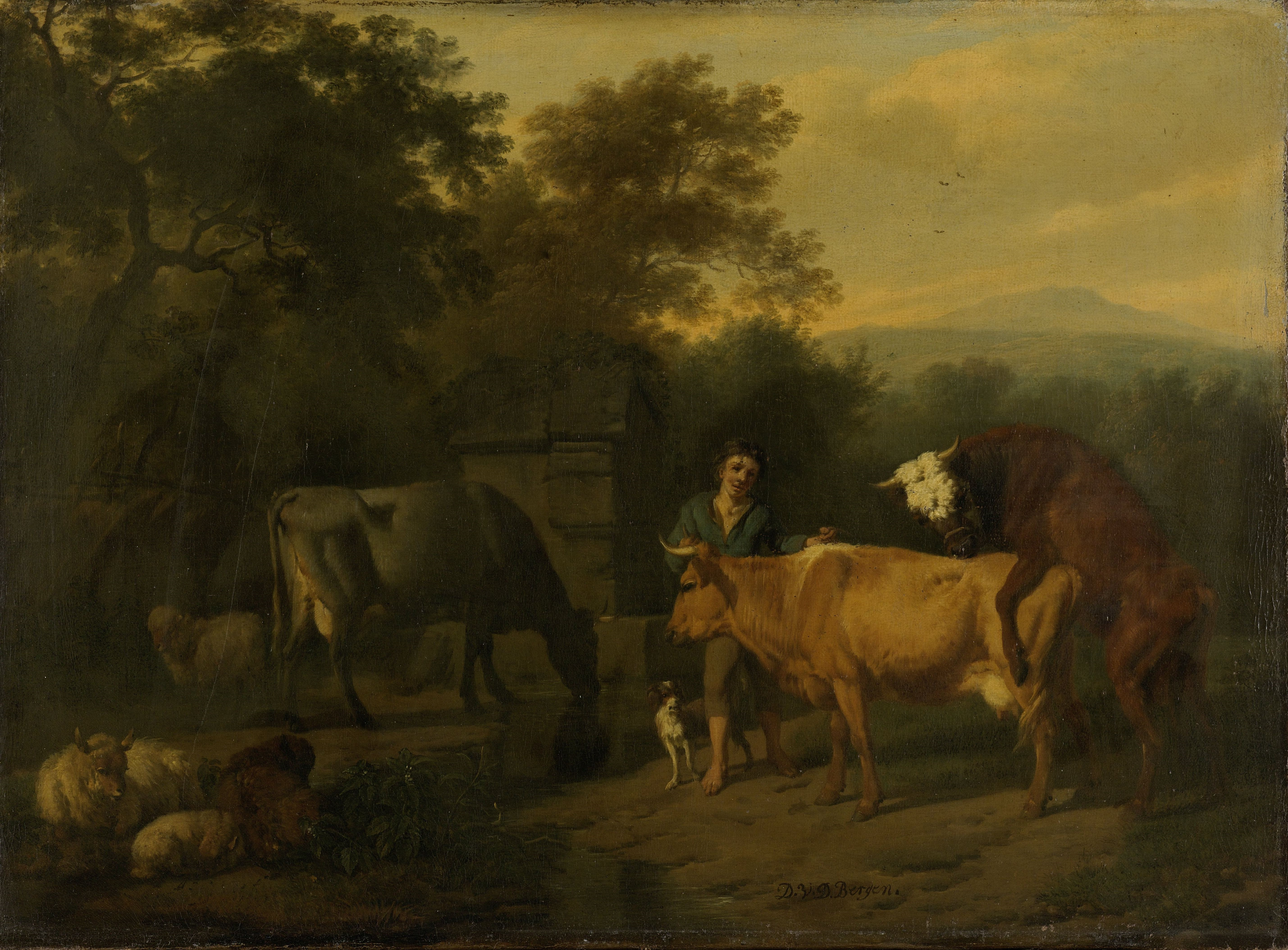
Paesaggio con bestiame e pastori, Rijksmuseum Amsterdam

Fece apprendistato presso Adriaen van de Velde. I suoi dipinti rappresentano paesaggi aspri, boscosi, con vacche, pecore e pastori. Le sue sono imitazioni delle opere del suo maestro, con le quali talvolta le sue vengono confuse. Ma gli animali e i personaggi che compaiono sulle sue tele sono spesso più numerosi che in van de Velde, ma meno armoniosamente raggruppati. Operò ad Haarlem ed anche per qualche tempo in Inghilterra.

## Opere
- Due buoi, una pecora e un cavallo presso delle rovine, 1665 circa, Londra, National Gallery